# Renato Corona
Renato C. Corona (Tanauan, 15 oktober 1948 – Pasig, 29 april 2016) was een Filipijns rechter en opperrechter van het Filipijns hooggerechtshof. Corona werd in 2010 door president Gloria Macapagal-Arroyo benoemd tot opperrechter van het Filipijns hooggerechtshof. Hij was daarvoor al sinds 2002 rechter in het hoogste Filipijnse rechtscollege. Eind mei 2012 werd Corona als eerste Filipijnse opperrechter ooit uit zijn ambt gezet na een afzettingsprocedure in het Filipijns Congres.

## Carrière
Na zijn lagere- en middelbareschoolopleiding aan de Ateneo de Manila University studeerde Corona rechten aan dezelfde universiteit. In 1970 behaalde hij zijn bachelor-diploma. Aansluitend studeerde hij nog bedrijfskunde aan Ateneo Professional Schools. In 1982 behaalde hij bovendien zijn master-diploma aan Harvard University. Corona werkte als juridisch adviseur en Deputy Executive Secretary van president Fidel Ramos. In 1988 werd hij Chief of Staff en woordvoerder van toenmalig vicepresident Gloria Macapagal-Arroyo. Op 9 april 2002 werd hij door Arroyo benoemd tot rechter van het Filipijns hooggerechtshof. Twee dagen na de verkiezingen van 2010 en een maand voor het einde van haar ambtstermijn volgde een benoeming tot opperrechter van het hooggerechtshof. Deze benoeming kwam Arroyo, vanwege het moment van benoemen, op veel kritiek te staan. Onder Corona's leiding blokkeerde het hooggerechtshof diverse maatregelen van Arroyo's opvolger Benigno Aquino III. Op 12 december 2011 tekenden 188 leden van het Filipijns Huis van Afgevaardigden een afzettingsprocedure tegen Corona. Aansluitend werd de zaak in de Filipijnse Senaat behandeld. De belangrijkste aanklacht was uiteindelijk dat Corona zijn vermogen op buitenlandse rekeningen ter waarde van 2,4 miljoen US$ niet had aangegeven, zoals hem door de wet is verplicht. De 23 senatoren oordeelden uiteindelijk na een 44 dagen durende rechtszaak met 20 voor- en 3 tegenstemmen, dat Corona inderdaad schuldig was. Omdat meer dan 2/3 van de senatoren dit oordeel was toegedaan, werd hij daarop uit zijn ambt gezet.
Corona overleed in 2016 op 67-jarige leeftijd aan een hartstilstand in een ziekenhuis in Pasig (Metro Manilla).